# Ніколае Тітулеску

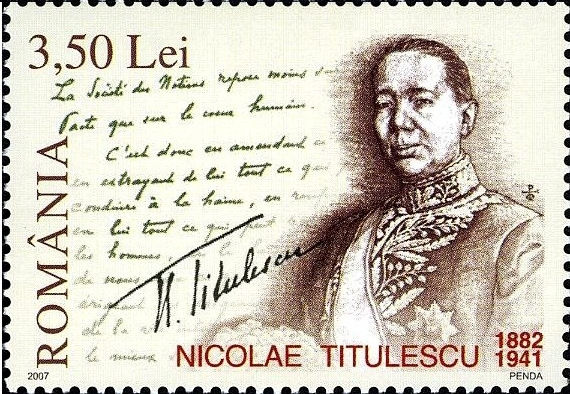
Ніколае Тітулеску 1882-1941. Поштова марка Румунії 2007

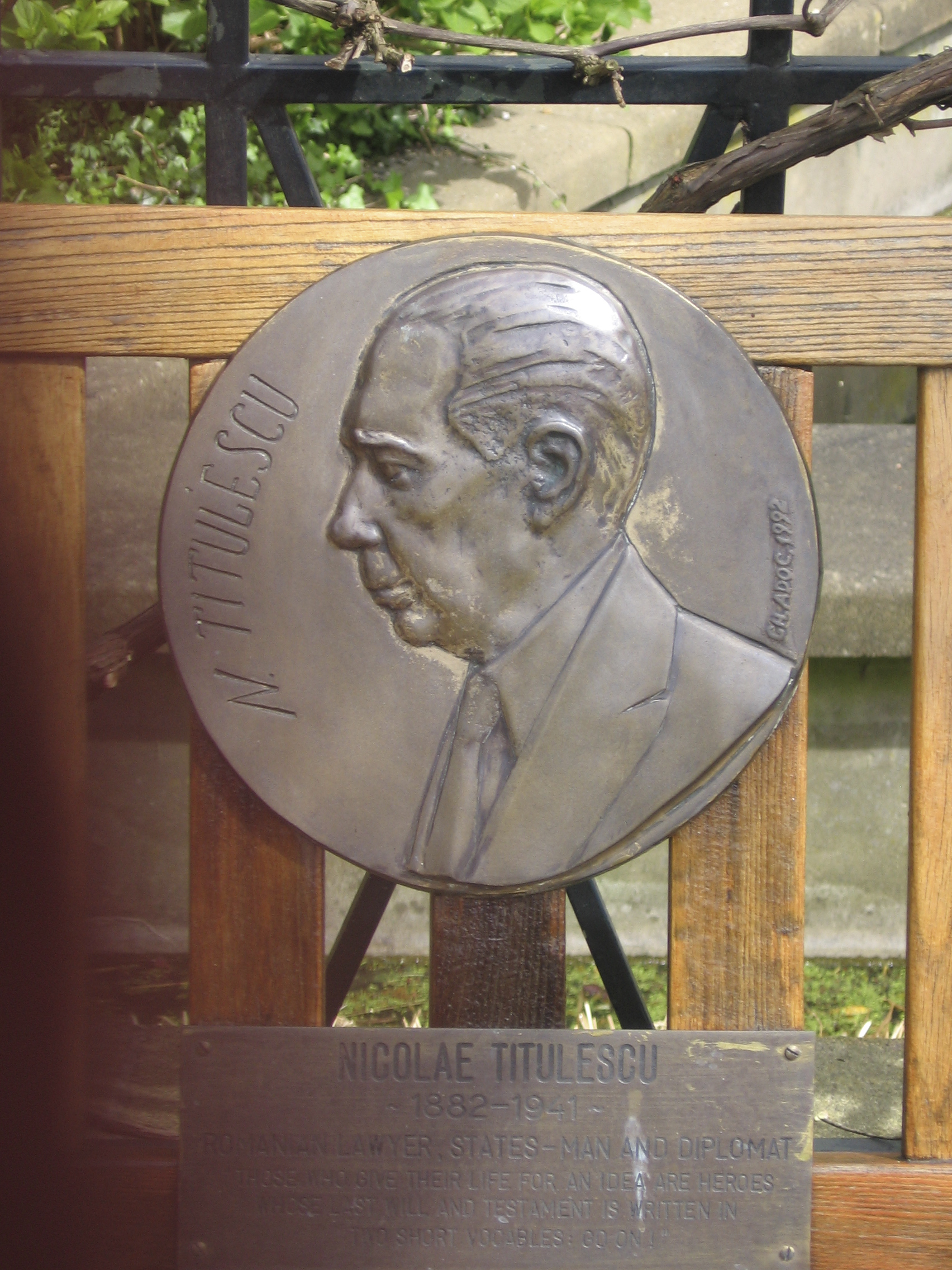
Рел'єф, подарунок румунського уряду

Ніколае Тітулеску (рум. Nicolae Titulescu; *4 березня 1882, Крайова, Румунія — †17 березня 1941, Канни, Режим Віші) — румунський дипломат, в різний час міністр фінансів та закордонних справ, а також протягом двох термінів президент Генеральної Асамблеї Ліги Націй (1930-1932).

## Навчання
Народився в місті Крайова, син адвоката. Після закінчення з відзнакою в 1900 середньої школи в Крайова, він вивчав право в Парижі, отримавши науковий ступінь. У 1905 Тітулеску повернувся до Румунії, працював професором права в Ясському університеті, а в 1907 переїхав до Бухаресту.

## Політична кар'єра
Після румунських виборів 1912, став депутатом Консервативно-демократичної партії на чолі з Таке Іонеску, а через п'ять років членом уряду Бретіану як міністр фінансів.
Влітку 1918 разом з іншими видатними румунами (Таке Іонеску, Октавіан Ґоґа, Траян Вуя, Константин Міле), Тітулеску формує в Парижі Національний румунський комітет.
З 1927 по 1928 був міністром закордонних справ.
Починаючи з 1921 займав посаду постійного представника Румунії в Лізі Націй в Женеві. Він двічі обирався президентом цієї організації (в 1930 і 1931). На цій посаді він боровся за збереження стабільних кордонів шляхом підтримання миру між двома великими і малими сусідніми державами, для поваги суверенітету і рівності всіх націй в міжнародному співтоваристві, колективної безпеки, а також запобігання агресії.

## Вигнання і смерть
Пізніше, в 1936 король Кароль II звільнив Тітулеску з усіх офіційних постів, просячи його покинути країну. Поселившись спочатку в Швейцарії, пізніше переїхав до Франції. Перебуваючи в засланні, Тітулеску продовжував шляхом проведення конференцій і газетних статей пропагувати ідею збереження миру. Повернувся до Румунії в листопаді 1937, частково завдяки зусиллям Юліу Маніу.
У 1937 знову виїхав з Румунії і знайшов притулок у Франції. Помер у 1941 в Каннах після тривалої хвороби. У своєму заповіті він просив поховати його в Румунії.
У 1989, після падіння комуністичного уряду Румунії під час румунської революції, остання воля Тітулеску стала можливою. 14 березня 1992 його останки були перепоховані на цвинтарі «Sfânta Ecaterina cemetery», поруч з церквою Святого Миколая в Брашові, після важкої юридичної процедури, організованої Жаном-Полем Картероном, французьким повіреним Тітулеску.